# دورت‌لر (قره‌عیسی‌لی)
دورت‌لر (به ترکی استانبولی: Dörtler) یک منطقهٔ مسکونی در ترکیه است که در کارایسالی واقع شده‌است.